# Натан, Андрей Александрович
Натан, Андрей Александрович (6 февраля 1918 г. – 9 января 2009 г., Москва) – 
специалист в области исследования операций, доктор технических наук (1971), профессор (1975). Был третьим деканом факультета управления и прикладной математики (ФУПМ) МФТИ с 1979 по 1984 годы, одним из создателей на ФУПМе кафедры математических основ управления и руководил ею четверть века. До этого служил в Вооружённых Силах СССР с 1941 по 1974 г.  Участник ВОВ.  С 1961 по 1974 гг. – начальник кафедры «Технические средства воздушной разведки и автоматизация управления боевыми действиями авиации» ВВИА им. проф. Н. Е. Жуковского. Заслуженный профессор МФТИ.

## Краткая биография
После окончания МГУ им. М. В. Ломоносова в 1941 г.  Андрей Александрович Натан был призван в Красную Армию, где прошёл переподготовку в 1941 г. в ВВИА им. проф. Н. Е. Жуковского и был направлен на должность инженера авиационного полка по электрооборудованию. Служил в военных представительствах заводов МАП, производящих агрегаты авиационных двигателей (1942—1946 гг.). С 1946 по 1957 г. служил на различных должностях в НИИ самолётного оборудования, в заказывающих управлениях ВВС, в ЛИИ МАП. 
Кандидатскую диссертацию по низковольтным системам зажигания авиационных двигателей защитил в ВВИА им. проф. Н. Е. Жуковского в 1951 г. 
С 1961 г. по  1974 г. служил начальником кафедры «Технические средства воздушной разведки и автоматизация управления боевыми действиями авиации» академии, где под его руководством выполнен большой объём научных исследований и разработок по автоматизации обработки материалов, получаемых от технических средств воздушной разведки.
Разработанный им метод статистической фильтрации информации, получаемой от оптико-электронных средств воздушной разведки, А. А. Натан изложил в своей докторской диссертации (1971 г.).

## Научно-педагогическая деятельность
По выходе в отставку А.А. Натан был приглашён преподавать на факультет управления и прикладной математики МФТИ. Был третьим деканом факультета управления и прикладной математики (ФУПМ) МФТИ с 1979 по 1984 годы. Был одним из основателей факультетской кафедры «Математические основы управления» и 25 лет (1975-1999 гг.) руководил ею.

## Научные труды
Автор более 120 научных трудов, среди которых 4 учебника (в том числе учебник «Техническая кибернетика» для вузов ВВС), более 10 учебных пособий по случайным процессам и математической статистике.

### Избранные учебные пособия
- Натан А.А., Горбачёв О.Г., Гуз С.А. Основы теории случайных процессов : учеб. пособие по курсу "Случайные процессы" – М.: МЗ Пресс, 2003. –168 с. ISBN 5-94073-055-8.
- Натан А.А., Горбачёв О.Г., Гуз С.А. Математическая статистика. : учеб. пособие. М.: МЗ Пресс, 2005. ISBN 5-94073-087-6.
- Натан А.А., Горбачёв О.Г., Гуз С.А. Теория вероятностей. : учеб. пособие.  – М.: МЗ Пресс, 2007. – 253 с. ISBN 978-5-94073-102-3.

## Выступления в сети
- Натан А.А. Модели в медицине
- Натан А.А. Стохастические модели в микроэкономике
- Натан А.А. Рассуждения о проблемах и путях развития российского общества
- Натан А.А. Демократия и налог

## Награды и звания
Полковник ВВС СССР, награждён двумя орденами Красной Звезды (1945, 1947), орденом Дружбы (2001) и 12 медалями.
Также отмечен почётной грамотой Минвуза РСФСР (1988) и знаком Минобразования РФ «Почётный работник высшего образования России»(1998).